# Farruhzád gaznavida szultán
Abu Sudzsá Farruhzád ibn Maszúd al-Gaznavi (arab írással أبو شجاع فرخزاد بن مسعود الغزنوي, tudományos átiratban Abū Šuǧāʿ Farruḫzād ibn Masʿūd al-Ġaznawī), uralkodói nevén Dzsamál ad-Daula (arabul جمال الدولة, átiratban Ǧamāl ad-Dawla; 1025 k. – 1059 áprilisa) gaznavida szultán volt (uralkodott 1053-tól haláláig).

## Életútja
Az 1040-ben elhunyt I. Maszúd gaznavida szultán harmadik fiaként került trónra 1053-ban, azt követően, hogy nagybátyját, Abd ar-Rasídot megbuktatta és számos családtagjával együtt kivégeztette a hadsereg főparancsnoka, Togril. A bitorló uralma azonban nem volt tartós: negyven nap után egy újabb puccs során megölték, és Farruhzád került hatalomra. Uralkodásáról viszonylag keveset tudunk, bár krónikása, Bajhaki dicséri igazságosságát és jótékonyságát; mindenesetre ekkoriban kezdődött a bátyja, Maudúd 1049-es halálával kezdődő zűrzavaros viszonyok stabilizálódása.
A Togril-féle bitorlást kihasználva a szeldzsuk Csagri bég röviddel trónra lépése után rátört birodalmára, de vissza tudta verni a támadást. Uralkodása végén ő indított támadást észak felé, a horászáni Tohárisztánba, ám Csagri bég örököse, Alp Arszlán legyőzte őt, és 1059-ben békét kötöttek – már Farruhzád halálát követően, amikor fivére, Ibráhím vette át a hatalmat.